# Aleksander Delchev
Aleksander Delchev (Александър Делчев, né le 15 juillet 1971) est un grand maître bulgare du jeu d'échecs. Il a remporté le championnat bulgare en 1994, 1996 et 2001.
Il a remporté le Championnat d'Europe d'échecs junior en 1991-1992, le 47e tournoi d'échecs de Reggio d'Émilie (2004-2005), le 4e Open Master du 6e tournoi international de Benidorm ainsi que l'Open international de Croatie en 2007.

## Olympiades
Aleksander Delchev a participé à huit olympiades de 1994 à 2012 avec un résultat d'ensemble de 65 % (+36 =34 -12), remportant la médaille d'argent au quatrième échiquier en 2008
Il a représenté la Bulgarie lors de six championnats d'Europe par équipes de 1999 à 2011, remportant la médaille de bronze individuelle au quatrième échiquier en 2007. La Bulgarie finit quatrième de la compétition en 1999.

## Championnats du monde FIDE
Lors du Championnat du monde de la Fédération internationale des échecs 2001-2002, Aleksander Delchev fut éliminé au troisième tour par Boris Guelfand.
Lors du Championnat du monde de la Fédération internationale des échecs 2004, il fut éliminé au deuxième tour par Veselin Topalov.